# Campeonato de Portugal de la clase Snipe
El Campeonato de Portugal de la clase Snipe es la competición más importante que la clase internacional Snipe de vela celebra en Portugal. Se disputa anualmente desde 1955. Lo organiza la Asociación Portuguesa de la Clase Snipe (Associação Portuguesa da Classe Snipe -APCS-), que es la entidad que, conjuntamente con la Federación Portuguesa de Vela, regula toda la actividad de la clase Snipe en Portugal.

## Palmarés
| Año   | Patrón                     | Proel                      | Flota                                 |
| 1945  |                            |                            |                                       |
| 1946  |                            |                            |                                       |
| 1947  |                            |                            |                                       |
| 1948  |                            |                            |                                       |
| 1949  |                            |                            |                                       |
| 1950  |                            |                            |                                       |
| 1951  |                            |                            |                                       |
| 1952  |                            |                            |                                       |
| 1953  | Antonio José Conde Martins | Campos Carmo               | Centro de Vela da Mocidade Portuguesa |
| 1954  |                            |                            |                                       |
| 1955  | Helder Soares de Oliveira  | Dulio Severo               |                                       |
| 1956  | Helder Soares de Oliveira  | Dulio Severo               |                                       |
| 1957  | Helder Soares de Oliveira  | Dulio Severo               |                                       |
| 1958  | Eduardo Guedes de Queiroz  | Jorge Arnoso               |                                       |
| 1959  | Helder Soares de Oliveira  | Rolando Soares de Oliveira |                                       |
| 1960  | Luis Brites                | José Brites                | Sport Algés e Dafundo                 |
| 1961  | Orlando Sena Rodrigues     | Adriano Silva              | Clube Desportivo Nun’Alvares          |
| 1962  | Orlando Sena Rodrigues     | Adriano Silva              | Clube Desportivo Nun’Alvares          |
| 1963  | Orlando Sena Rodrigues     | Adriano Silva              | Clube Desportivo Nun’Alvares          |
| 1964  | Orlando Sena Rodrigues     | Adriano Silva              | Clube Desportivo Nun’Alvares          |
| 1965  | Orlando Sena Rodrigues     | Adriano Silva              | Clube Desportivo Nun’Alvares          |
| 1966  | Orlando Sena Rodrigues     | Adriano Silva              | Clube Desportivo Nun’Alvares          |
| 1967  | Rui Moreira                | António Roquette           | Clube de Vela Atlântico               |
| 1968  | Paulo Santos               | Fernando Silva             | Clube Desportivo Nun’Alvares          |
| 1969  | Paulo Santos               | Fernando Silva             | Clube Desportivo Nun’Alvares          |
| 1970  | Paulo Santos               | Fernando Silva             | Clube Desportivo Nun’Alvares          |
| 1971  | Domingos Borralho          | Orvil Russo                | Associação Naval de Lisboa            |
| 1972  | Rui Moreira                | António Roquette           | Clube de Vela Atlântico               |
| 1973  | António Basilio            | Nuno Vila Real             |                                       |
| 1974  | Carlos Leite               | Fernando Jesus             | Clube de Vela Atlântico               |
| 1975  | Eduardo Guedes de Queiroz  | João Figueiredo            | Clube Naval de Cascais                |
| 1976  | Domingos Borralho          | Jorge Gonçalves            | Associação Naval de Lisboa            |
| 1977  | Domingos Borralho          | Jorge Gonçalves            | Associação Naval de Lisboa            |
| 1978  | Domingos Borralho          | Jorge Gonçalves            | Associação Naval de Lisboa            |
| 1979^ |                            |                            |                                       |
| 1980  | Domingos Borralho          | Jorge Gonçalves            | Associação Naval de Lisboa            |
| 1981  | Domingos Borralho          | Jorge Gonçalves            | Associação Naval de Lisboa            |
| 1982  | Domingos Borralho          | Jorge Gonçalves            | Associação Naval de Lisboa            |
| 1983  | António Roquette           | Rui Castilho               | Clube de Vela Atlântico               |
| 1984  | Pedro Roquette             | Rui Castilho               | Clube de Vela Atlântico               |
| 1985  | António Roquette           | Francisco Vieira Campos    | Clube de Vela Atlântico               |
| 1986  | Gonçalo Guerra             | João Condé                 | Clube de Vela Atlântico               |
| 1987  | Tiago Roquette             | Miguel Cameira             | Clube de Vela Atlântico               |
| 1988  | Tiago Roquette             | Alexandre Maia             | Clube de Vela Atlântico               |
| 1989  | Gonçalo Guerra             | Tiago Guerra               | Clube de Vela Atlântico               |
| 1990  | Gil Guedes de Queiroz      | José Oliveira              | Clube Naval de Cascais                |
| 1991  | Gil Guedes de Queiroz      | Nuno Sousa                 | Clube Naval de Cascais                |
| 1992  | Gonçalo Guerra             | Tiago Guerra               | Clube de Vela Atlântico               |
| 1993  | Tiago Roquette             | Miguel Torrão              | Clube de Vela Atlântico               |
| 1994  | Tiago Roquette             | Francisco Lino             | Clube de Vela Atlântico               |
| 1995  | Paulo Sena Rodrigues       | Júlio Marreiros Dias       | Ginásio Clube Naval de Faro           |
| 1996  | Tiago Roquette             | Pedro Roquette             | Sport Club do Porto                   |
| 1997  | Tiago Roquette             | Duarte Araújo              | Sport Club do Porto                   |
| 1998  | Miguel Leite               | Tiago Borges               | Clube de Vela Atlântico               |
| 1999  | Tiago Roquette             | Raul Bulhão Pato           | Sport Club do Porto                   |
| 2000  | Tiago Roquette             | Artur Corte Real           | Sport Club do Porto                   |
| 2001  | Tiago Roquette             | Tiago Marcelino            | Sport Club do Porto                   |
| 2002  | Miguel Leite               | Tiago Borges               | Clube de Vela Atlântico               |
| 2003  | Pedro Guimarães            | António Barreto            | Clube de Vela Atlântico               |
| 2004  | Diogo Talone               | Pedro Pintão               | Clube de Vela Atlântico               |
| 2005  | Joaquim Moreira            | Pedro Guimarães            | Clube de Vela Atlântico               |
| 2006  | Tiago Roquette             | Rui Castilho               | Sport Club do Porto                   |
| 2007  | Diogo Cayolla              | Rui Castilho               | Clube de Vela Atlântico               |
| 2008  | Diogo Talone               | Pedro Pintão               | Clube de Vela Atlântico               |
| 2009  | Tiago Roquette             | Hugo Teixeira              | Sport Club do Porto                   |
| 2010  | Tiago Roquette             | Rui Castilho               | Sport Club do Porto                   |
| 2011  | Tiago Roquette             | Rui Castilho               | Sport Club do Porto                   |
| 2012  | Tiago Roquette             | Tiago Morais               | Sport Club do Porto                   |
| 2013  | Tiago Roquette             | Tiago Morais               | Sport Club do Porto                   |
| 2014  | Diogo Pereira              | Gonçalo Ribeiro            | Associação Naval de Lisboa            |
| 2015  | Diogo Pereira              | Gonçalo Ribeiro            | Associação Naval de Lisboa            |
| 2016  | Diogo Pereira              | Gonçalo Ribeiro            | Associação Naval de Lisboa            |
| 2017  | Mafalda Pires de Lima      | Tomás Pires de Lima        | Clube de Vela Atlântico               |
| 2018  | Tiago Roquette             | Tiago Morais               | Clube We Do Sailing                   |
| 2019  | António Pereira            | Ricardo Schedel            | Clube de Vela do Barreiro             |
| 2020  | Pedro Barreto              | Sofia Barreto              | Clube Naval de Cascais                |
| 2021  | Henrique Brites            | Francisco Maia             | Clube Naval de Cascais                |
| 2022  | Antonio Pereira            | Tiago Marcelino            | Clube de Vela do Barreiro             |
| 2023  | Antonio Pereira            | Tiago Marcelino            | Clube de Vela do Barreiro             |
| 2024  | Henrique Brites            | Tiago Marcelino            | Clube Naval de Cascais                |
| 2024  | Henrique Brites            | Diogo Pinto                | Clube Naval de Cascais                |

^En la edición de 1979, celebrada en Cascaes, no se adjudicó debido a que no se pudieron celebrar el suficiente número de regatas.